# Juan Alves Gordon
Juan José Alves Gordon (Mar del Plata, 25 de març de 1939) va ser un ciclista argentí que s'especialitzà en el ciclisme en pista, on va guanyar una medalla de plata als Campionat del món de Persecució per equips de 1968. Va participar en els Jocs Olímpics de 1968.